# Tauropina deidrogenasi
La Tauropina deidrogenasi è un enzima appartenente alla classe delle ossidoreduttasi, che catalizza la seguente reazione:
tauropina + NAD+ + H2O ⇄ taurina + piruvato + NADH + H+
Nella reazione inversa, l'alanina può agire al posto della taurina, anche se più lentamente, ed il 2-ossobutanoato ed il 2-ossopentanoato possono agire al posto del piruvato.